# San José de Pare
San José de Pare est une municipalité située dans le département de Boyacá, en Colombie.